# Emicizumab
L'emicizumab, il cui nome commerciale è Hemlibra, è un anticorpo monoclonale bispecifico, umanizzato, usato nel trattamento dell'emofilia A. È prodotto dalle case farmaceutiche Genentech e Chugai. Una volta dimostratane la tollerabilità, nel 2017 ne venne approvato l'utilizzo negli Stati Uniti in pazienti affetti da emofilia A refrattaria alle terapie convenzionali. L'anno successivo venne approvato l'impiego dell'emicizumab in generale nei pazienti con emofilia A, compresi coloro che avevano dimostrato una buona responsività anche alle altre terapie.
L'anticorpo si lega sia al fattore IX che al fattore X della coagulazione del sangue; il primo viene legato se si trova già alla forma attivata, mentre è lo stesso emicizumab a determinare l'attivazione del secondo. Questo ruolo è normalmente svolto dal fattore VIII, che però risulta assente (o gravemente deficitario) negli individui affetti da emofilia A.
Alcuni studi clinici indicano che l'emicizumab costituisce un'opzione terapeutica migliore rispetto ad anticorpi monoclonali con proprietà analoghe; ciò in virtù del tipo di somministrazione (iniezione sottocutanea, meno invasiva rispetto alla modalità intravenosa) e della posologia, consistente in un minor numero di somministrazioni, la qual cosa riduce i rischi di reazioni locali di ipersensibilità. Nonostante ciò in oltre il 10% dei pazienti si manifestano effetti collaterali come reazioni infiammatorie nel sito dell'iniezione, artralgie e cefalea.